# Weg (Graphentheorie)

Ein Graph, der einen Weg mit den Knoten B, C, F sowie die Kantenfolge D,{D,E},E,{E,B},B,{B,A},A,{A,E},E,{E,F},F enthält

In der Graphentheorie wird eine Folge von Knoten, in welcher jeweils zwei aufeinanderfolgende Knoten durch eine Kante verbunden sind, als Weg (manchmal auch als Pfad) bezeichnet. Eine Folge von Kanten, in welcher jeweils zwei aufeinanderfolgende Kanten einen gemeinsamen Knoten haben, wird als Kantenzug (manchmal auch als Kantenfolge) bezeichnet.

## Definitionen

### Weg
Ein nichtleerer Graph {\displaystyle W} mit der Knotenmenge {\displaystyle \{x_{1},x_{2},\dotsc ,x_{n}\}} und der Kantenmenge {\displaystyle \{\{x_{1},x_{2}\},\{x_{2},x_{3}\},\dotsc ,\{x_{n-1},x_{n}\}\}} mit {\displaystyle 2\leq n} heißt Weg, wenn die Knoten {\displaystyle x_{i}} mit {\displaystyle 1\leq i\leq n} paarweise verschieden sind. Auch ein Graph mit einer Knotenmenge {\displaystyle \{x_{1}\}} (d. h. mit einem Knoten) und einer leeren Kantenmenge wird meistens als Weg (der Länge 0) bezeichnet.
Oft wird, vor allem im Falle von schlichten Graphen, ein Weg der Einfachheit halber durch die Folge seiner benachbarten Knoten {\displaystyle x_{1},x_{2},\dotsc ,x_{n}} angegeben. Hierbei gilt es, zu beachten, dass auch die gespiegelte Folge {\displaystyle x_{n},x_{n-1},\dotsc ,x_{1}} diesen Weg darstellt. Nach dieser Definition besitzen Wege keine ausgezeichnete Richtung.
Die Knoten {\displaystyle x_{1}} und {\displaystyle x_{n}} nennt man die Endknoten des Weges, wobei {\displaystyle x_{1}} als Anfangsknoten und {\displaystyle x_{n}} als Endeknoten bezeichnet wird. Knoten, die keine Endknoten sind, nennt man auch innere Knoten. Durch die Anordnung der Knoten eines Weges in Form einer Folge können auch seine Kanten eindeutig als Folge {\displaystyle e_{1}=\{x_{1},x_{2}\},e_{2}=\{x_{2},x_{3}\},\dotsc ,e_{n-1}=\{x_{n-1},x_{n}\}} angeordnet werden.
Im sprachlichen Gebrauch sagt man oft, ein Graph enthalte einen Weg oder eine Folge {\displaystyle x_{1},x_{2},\dotsc ,x_{n}} von benachbarten Knoten eines Graphes sei ein Weg des Graphen. Das soll bedeuten, dass dieser Weg ein Teilgraph des Graphen ist.
Je nach Kontext kann man den Begriff Weg anpassen. Bei gerichteten Graphen müssen zum Beispiel alle aufeinanderfolgenden Knoten {\displaystyle x_{i}} und {\displaystyle x_{i+1}} durch eine gerichtete Kante {\displaystyle (x_{i},x_{i+1})} verbunden sein, sodass der Weg auch eine Richtung angibt.
Der Begriff des Weges wird in der Literatur nicht einheitlich verwendet. Die angegebene Definition folgt im Wesentlichen den Büchern von Diestel und Lovász.
Die Beschreibung eines Weges über die Folge der benachbarten Knoten erfolgt bei Aigner und Kőnig.
Gelegentlich wird auch der Begriff Pfad für einen Weg verwendet (Steger), wohl deshalb, weil in der englischsprachigen Literatur Weg als
path, teilweise aber auch als simple path bezeichnet wird.

### Kantenzug
In einem (ungerichteten) Graphen nennt man eine Folge {\displaystyle x_{1},e_{1},x_{2},e_{2},\dotsc ,e_{n-1},x_{n}}, in der sich Knoten und Kanten des Graphen abwechseln und für die gilt, dass für {\displaystyle i=1,\dotsc ,n-1} die Kante {\displaystyle e_{i}} die Knoten {\displaystyle x_{i}} und {\displaystyle x_{i+1}} verbindet, einen Kantenzug des Graphen. Diese Definition ist sowohl für Multigraphen als auch für Hypergraphen anwendbar. Für einfache Graphen kann man dagegen fordern, dass die Kanten {\displaystyle e_{i}} die Form {\displaystyle \{x_{i},x_{i+1}\}} haben müssen. Im Allgemeinen können sich Kanten und Knoten innerhalb eines Kantenzuges wiederholen. Wie bei einem Weg nennt man die Knoten {\displaystyle x_{1}} und {\displaystyle x_{n}} die Endknoten des Kantenzuges, wobei {\displaystyle x_{1}} als Anfangsknoten und {\displaystyle x_{n}} als Endeknoten bezeichnet wird, und die Knoten, die keine Endknoten sind, innere Knoten.
Jeder Weg bildet auch einen Kantenzug, indem seine Knoten- und Kantenfolgen alternierend zusammengefügt werden. Umgekehrt impliziert ein Kantenzug von {\displaystyle x_{1}} nach {\displaystyle x_{n}} die Existenz eines Weges mit den Endknoten {\displaystyle x_{1}} und {\displaystyle x_{n}}. Diesen Weg enthält man, indem Zyklen im Kantenzug sukzessive eliminiert werden. Für einen Kantenzug oder sogar Weg in einem Multigraphen bzw. Hypergraphen reicht es nicht aus, die Knoten des Kantenzuges/Weges anzugeben (es kann mehr als eine Kante zwischen zwei Knoten geben bzw. zwei Knoten können jeweils mit weiteren Knoten durch verschiedene Hyperkanten verbunden sein). In diesem Fall ist ein Weg auch nur durch den entsprechenden Kantenzug eindeutig festgelegt. Umgekehrt ist in jedem Multigraphen (jedoch nicht in jedem Hypergraphen!) ein Kantenzug bereits durch seine Kantenfolge {\displaystyle e_{1},e_{2},\dotsc ,e_{n-1}} eindeutig definiert (zwei benachbarte Kanten haben genau einen gemeinsamen Knoten).
Auch der Begriff des Kantenzuges wird in der Fachliteratur nicht einheitlich verwendet. Die hier angegebene Definition orientiert sich an den Büchern von Diestel und Lovász u. a. Aigner und Kőnig sprechen in ihren Büchern hingegen von Kantenfolgen. Kőnig benutzt den Begriff Kantenzug, um deutlich zu machen, dass sich keine Kanten wiederholen (engl. trail).  Mitunter wird auch der Begriff Weg für Kantenzug benutzt (Steger). Auch in der englischsprachigen Literatur wird der Begriff nicht einheitlich benutzt, er wird jedoch meistens mit walk bezeichnet, mitunter aber auch als path.
Bei Rudolf Halin wird für gerichtete Graphen eine Kantenfolge (im hiesigen Sinne), bei der kein Knoten und keine Kante mehr als einmal auftreten, auch als Kantenzug oder kürzer als Bahn bezeichnet. Horst Sachs dagegen nennt eine solche eine elementare Bahn.

### Zyklus, Kreis, Eulerzug
Kantenzüge, bei denen die Endknoten identisch sind (d. h. der erste und der letzte Knoten übereinstimmen), heißen geschlossen. Einen geschlossenen Kantenzug, in dem keine Kante mehrfach vorkommt, nennt man Zyklus (eng. circuit). Wenn die Endknoten die einzigen mehrfach in der Knotenfolge des Kantenzuges enthaltenen Knoten sind, heißt dieser Kantenzug Kreis (engl. cycle). Einen Kreis erhält man auch, indem die Endknoten eines Weges durch eine zusätzliche Kante verbunden werden.
Ein besonderes Interesse gilt solchen geschlossenen Kantenzügen, in denen jede Kante des Graphen genau einmal auftritt. Einen solchen Kantenzug bzw. Zyklus nennt man nach Leonhard Euler eulersch oder einfach einen Eulerzug oder auch eine eulersche Linie. Die Existenz solcher wurde von Euler im Zusammenhang mit der Lösung des Königsberger Brückenproblems (1736) untersucht, welches als eines der Initialprobleme der Graphentheorie gilt.

### A-B-Weg,v-w-Weg,a-B-Fächer
Sind {\displaystyle A} und {\displaystyle B} Teilmengen der Knotenmenge {\displaystyle V} eines Graphen, so bezeichnet man einen Weg als {\displaystyle A}-{\displaystyle B}-Weg, falls einer seiner Endknoten in {\displaystyle A} und der andere in {\displaystyle B} liegt. Statt von einem {\displaystyle \{v\}}-{\displaystyle \{w\}}-Weg spricht man auch von einem {\displaystyle v}-{\displaystyle w}-Weg. Eine Menge von {\displaystyle a}-{\displaystyle B}-Wegen nennt man einen {\displaystyle a}-{\displaystyle B}-Fächer, wenn die Wege paarweise nur den Knoten {\displaystyle a} gemeinsam haben.

### Disjunkte Wege
Zwei Wege {\displaystyle W_{1}=v_{1},\dotsc ,v_{k}} und {\displaystyle W_{2}=u_{1},\dotsc ,u_{l}} in einem Graphen heißen kreuzungsfrei, knotendisjunkt oder einfach nur disjunkt, wenn es kein Paar {\displaystyle (i,j)} mit {\displaystyle i} aus {\displaystyle \{2,\dotsc ,k-1\}} und {\displaystyle j} aus {\displaystyle \{2,\dotsc ,l-1\}} gibt, für das {\displaystyle v_{i}=u_{j}} ist, sie also keine inneren Knoten gemeinsam haben.
Eine Menge von Wegen nennt man kreuzungsfrei, knotendisjunkt oder disjunkt, wenn die Wege paarweise disjunkt sind.
Eine Menge disjunkter Wege in einem Graphen mit der Eigenschaft, dass jeder Knoten des Graphen auf einem dieser Wege liegt, heißt Wegüberdeckung des Graphen.

### Länge und Abstand
In Graphen ohne Gewichte auf den Kanten bezeichnet man mit der Länge eines Weges oder Kantenzuges die Anzahl seiner Kanten.
In kantengewichteten Graphen bezeichnet man als Länge eines Weges die Summe der Kantengewichte aller zugehörigen Kanten.
Die Länge des längsten Weges in einem Graphen nennt man Umfang des Graphen.
Als einen kürzesten Weg von einem Knoten {\displaystyle s} zu einem Knoten {\displaystyle t} in einem Graphen bezeichnet man einen Weg von {\displaystyle s} nach {\displaystyle t}, dessen Länge minimal ist. Die Länge eines kürzesten Weges nennt man dann Abstand oder Distanz von {\displaystyle s} nach {\displaystyle t}. Die Exzentrizität eines Knotens {\displaystyle s} ist der maximale Abstand zu allen anderen Knoten {\displaystyle t} des Graphen. Der Rand eines Graphens ist die Menge der Knoten mit maximaler Exzentrizität. Man beachte, dass in gerichteten Graphen der Abstand von der Richtung des Weges abhängt. Insbesondere kann es sein, dass nur in eine Richtung ein gerichteter Weg existiert.
Den größten Abstand zwischen zwei Knoten in einem Graphen {\displaystyle G} nennt man den Durchmesser {\displaystyle D(G)} des Graphen. Der Durchmesser ist damit das Maximum aller Exzentrizitäten der Knoten in {\displaystyle G}. Der Radius {\displaystyle R(G)} eines Graphen ist das Minimum der Exzentrizitäten seiner Knoten. Für alle Graphen {\displaystyle G} gilt
{\displaystyle R(G)\leq D(G)\leq 2\cdot R(G)}.
Die Knoten, deren Exzentrizität dem Radius entsprechen, bilden das Zentrum des Graphen.

### Distanzgraph
Der Distanzgraph zu einem Graphen {\displaystyle G=(V,E)} bezeichnet den vollständigen (das heißt, je zwei Knoten sind durch eine Kante verbunden, ggf. in gerichteten Graphen in beide Richtungen, wobei es aber keine Schleifen gibt) kantengewichteten Graphen auf der Knotenmenge {\displaystyle V}, der jeder Kante als Kantengewicht den Abstand zwischen den beiden Knoten in {\displaystyle G} zuordnet.